# Чехово (Иркутская область)
Че́хово — село в Нижнеудинском районе Иркутской области. Административный центр Чеховского муниципального образования.

## География
Находится на правом берегу реки Ут (левый приток Уды) к юго-востоку — в 55 км от пгт Шумский, в 80 км от города Нижнеудинска.

## История
В 1945—1953 годах входило в состав Икейского района.

## Население
По данным Всероссийской переписи населения 2010 года население НП составило 199 человек.
| 2002 | 2010 | 2011 | 2012 |
| ---- | ---- | ---- | ---- |
| 298  | ↘199 | ↘198 | ↘190 |